# Olympische Winterspiele 2006/Teilnehmer (Chile)
| Gelbes Symbol für Goldmedaillen mit stilisierten Olympischen Ringen | Graues Symbol für Silbermedaillen mit stilisierten Olympischen Ringen | Braundes Symbol für Bronzemedaillen mit stilisierten Olympischen Ringen |
| ------------------------------------------------------------------- | --------------------------------------------------------------------- | ----------------------------------------------------------------------- |
| —                                                                   | —                                                                     | —                                                                       |

Chile nahm an den Olympischen Winterspielen 2006 im italienischen Turin mit einer Delegation von fünf männlichen und vier weiblichen Athleten teil.

## Flaggenträger
Die Skirennläuferin Daniela Anguita trug die Flagge Chiles während der Eröffnungsfeier, bei der Schlussfeier wurde sie vom Biathleten Marco Zúñiga getragen.

## Teilnehmer nach Sportarten

### Biathlon
- Verónica Isbej
7,5 km Sprint, Frauen: 83. – 33:52,0 min (4 Schießfehler)
15 km Einzel, Frauen: 81. – 1:14:55,3 h (7 Schießfehler)
- Marco Zúñiga
10 km Sprint, Männer: 87. – 33:38,1 min (1 Schießfehler)
20 km Einzel, Männer: 86. – 1:11:02,5 h (5 Schießfehler)

### Ski alpin
- Daniela Anguita
Super-G, Frauen: ausgeschieden
- Noelle Barahona
Alpine Kombination, Frauen: 30. – 3:26,62 min
- Macarena Benvenuto
Super-G, Frauen: 50. – 1:41,52 min
- Duncan Grob
Super-G, Männer: 44. – 1:36,24 min
Riesenslalom, Männer: ausgeschieden im 1. Lauf
- Maui Gayme
Abfahrt, Männer: 42. – 1:56,10 min
Super-G, Männer: 47. – 1:36,85 min
- Mikael Gayme
Abfahrt, Männer: 41. – 1:55,73 min
Super-G, Männer: 54. – 1:39,68 min
- Jorge Mandrú
Abfahrt, Männer: 49. – 1:58,77 min
Alpine Kombination, Männer: ausgeschieden im Slalom (2. Lauf)